# Rhys ab Owain
Rhys ab Owain (tué en 1078) est roi de Deheubarth de 1075 à 1078.

## Origine
Rhys ab Owain est le fils d'Owain ap Edwin ap Einion ab Owain ab Hywel Dda. Il est l'un des chefs gallois défaits en 1070 par Guillaume FitzOsbern lors de son expédition contre le Brecknock.

## Règne
À la mort de son frère Maredudd en 1072 Bleddyn ap Cynfyn, roi de Gwynedd, s'empare du Deheubarth mais, en 1075, Rhys ab Owain et ses alliés du Ystrad Tywi tuent le prince du Nord du pays de Galles.
Le Sud du pays de Galles est partagé entre Rhys ab Owain et Rhydderch ap Caradog qui défont la même année Goronwy et Llewelyn ap Cadwgan lors de la bataille de Camddwr.
La mort de Rhydderch ab Caradog tué en 1076 par son cousin Meirchion ab Rhys ap Cadwgan laisse Rhys seul souverain. Il défait les fils de Cadwgan une seconde fois l'année suivante lors de la bataille de Guinnitul.
En 1078 Rhys est attaqué par Trahaearn ap Caradog, le successeur de Bleddyn ap Cynfyn, ses troupes sont mises en pièces à la bataille de Pwllgwdig et il devient fugitif. Avant la fin de l'année, il est tué avec son frère Hywel par Caradog ap Gruffydd seigneur de Gwynllwg.

## Source
- (en) Mike Ashley British Kings & Queens    Robinson (Londres 1998)  (ISBN 1-84119-096-9). " Rhys ap Owain "  p. 337, table p. 331.